# مری کینگ (سوارکار)
مری کینگ (انگلیسی: Mary King؛ زادهٔ ۸ ژوئن ۱۹۶۱) سوارکار اهل بریتانیا است.